# Опус (музика)
Вижте пояснителната страница за други значения на Опус.
Опус (лат. opus; работа, дело), често съкращавано Op. преди музикалната творба, е номер, който следва реда на публикуване на дадената музикална творба. За да посочи конкретното място на дадена творба в музикален каталог, опус номерът е съчетан с кардинален номер, например Соната за пиано №14 на Бетовен (позната още като Лунната соната) е Opus 27, No. 2.
Поради непоследователността на опус номерата, особено през епохата на барока (1600 – 1750) и класическата епоха (1750 – 1827), музиколозите разработват други системи с каталожни номера, включително BWV и KV, с които се подреждат творбите на Йохан Себастиан Бах и Волфганг Амадеус Моцарт респективно.